# Abdullah Shah
Abdullah Shah (22 de fevereiro de 1945 – 20 de abril de 2004) foi provavelmente o primeiro e único assassino em série afegão do século XX.
Shah é acusado de matar mais de 20 pessoas, incluindo a própria esposa.
Sua execução foi a primeira ser feita no Afeganistão desde a queda do regime talibã no final de 2001.

## Biografia
Há poucos detalhes sobre os primeiros anos de vida de Abdullah Shah. Sabe-se que participou como mujahidin na guerra contra a invasão soviética do Afeganistão no final de 1979, durante os anos 80.
Com a saída dos soviéticos (1989) e a queda do governo comunista afegão (1992), Shah serviu sob Zardad Khan, ganhando a alcunha de Cão Zardad, que serviu sob Gulbuddin Hekmatyar na guerra Civil do Afeganistão, em 1992. Shah e Zardad assaltavam pessoas na estrada que liga Cabul a Jalalabad.
Quando a guerrilha Taliban dominou a região em meados de setembro de 1996, antes de conquistar Cabul, o grupo de criminosos liderados por Zardad Khan e Abdullah Shah abandonaram a região e praticamente sumiram de cena.

### Prisão
Abdullah Shah voltou a cena após ser preso em 2002.

### Julgamento
Shah foi condenado em primeira instância em tribunal especial, em Outubro de 2002.
Nove pessoas testemunharam contra ele no julgamento, incluindo outra mulher que ele tentou incendiar. Os corpos de muitas vítimas de Shah foram encontrados em um poço no distrito de Paghman.

### Execução
O Presidente do Afeganistão, Hamid Karzai assinou a autorização de pena de morte contra Abdullah Shah.
A execução ocorreu no dia 20 de abril de 2004, na mesma prisão de Pul-e-Charkhi em que estava preso.
Na execução, Shah foi baleado na parte de trás da cabeça. As testemunhas presentes incluíam representantes da polícia afegã e do gabinete do Procurador-Geral e os médicos.

## Reações
A anistia Internacional protestou contra a execução de Abdullah Shah, alegando que o Afeganistão evitou padrões básicos de justiça.
A Anistia Internacional acrescentou que Abdullah Shah foi, provavelmente, silenciado para que ele não puder testemunhar contra os comandantes aliados ao governo.
Disse que a Shah não foi fornecido um advogado de defesa, o julgamento foi secreto, a confissão foi obtida sob tortura e que o primeiro juiz no seu caso foi demitido por ter aceitado suborno. O segundo juiz impôs a pena de morte sob pressão do Supremo Tribunal.